# MINAMATA-ミナマタ-
『MINAMATA－ミナマタ－』（原題: Minamata）は、2020年のアメリカ合衆国のドラマ映画。W・ユージン・スミスとアイリーン・美緒子・スミス夫妻の写真集『MINAMATA』（1975年）を基に、アンドリュー・レヴィタスが監督、デヴィッド・ケスラーが脚本を務める。1970年代、水銀中毒（水俣病）が熊本県水俣市の市民に及ぼす影響を記録した写真家のユージン・スミスを、製作を兼務するジョニー・デップが演じる。

## ストーリー
1971年、アメリカの写真家W・ユージン・スミスは「ライフ」誌に掲載された数々の「フォトグラフィック・エッセイ」で有名になるが、酒びたりの隠遁者となっていた。別の仕事をしていたスミスは、情熱的な日本人翻訳者のアイリーンから、水俣を訪れて水俣病を撮影・記録するよう促される。スミスは、地元の警察や政府の共犯者である企業の貪欲さがもたらす破壊的な影響の正体を暴くために最善を尽くすことをついに確信する。水銀中毒と水俣病による沿岸地域の被害を記録するために、彼は日本の水俣を訪れた。水俣病は、化学会社チッソが引き起こした産業公害が原因であった。ミノルタのカメラだけを持って強大な企業に立ち向かい、スミスは壊れたコミュニティの信頼を得て、この物語を世界に伝えるための画像を見つけなければならない。しかし、スミスは現地で厳しい報復を受けることになるが、この報道によって、彼はフォトジャーナリズムの象徴となる。

## キャスト

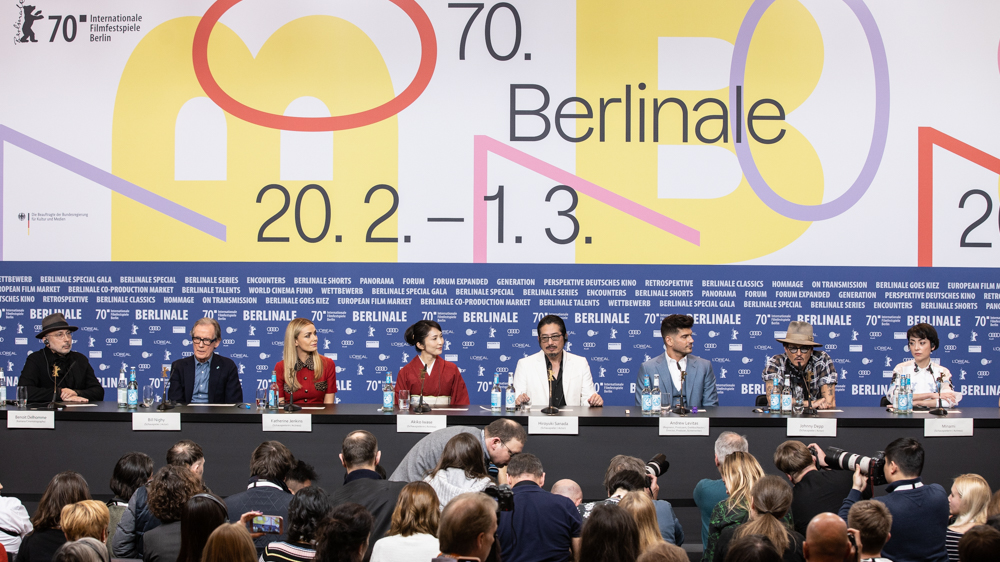
2020年の第70回ベルリン国際映画祭でのキャスト・スタッフ

- W･ユージン･スミス: ジョニー・デップ
- ヤマザキ・ミツオ: 真田広之
- アイリーン: 美波
- ノジマ・ジュンイチ: 國村隼
- キヨシ: 加瀬亮
- マツムラ・タツオ: 浅野忠信
- マツムラ・マサコ: 岩瀬晶子
- ロバート･"ボブ"･ヘイズ: ビル・ナイ

## 製作
2018年10月23日、ジョニー・デップがフォトジャーナリストのユージン・スミス役でドラマ映画に主演し、監督をアンドリュー・レヴィタスが担当することが発表された。
撮影は2019年1月に開始され、ビル・ナイ、美波、真田広之、浅野忠信、加瀬亮、國村隼がキャストに加わった。撮影は日本、セルビア、モンテネグロで行われた。

## 公開
2020年2月21日にベルリン国際映画祭でワールドプレミアが行われた。その際、デップは「メディア、つまり映画の力を利用し、実際に起こったこと、そして今日まで続いている出来事に対して、人々の関心を引くことが重要だ」と発言した。
2020年10月、MGMはアメリカン・インターナショナル・ピクチャーズのバナーを通じて、本作のアメリカでの配給権を獲得し、ヴァーティゴ・リーシングはイギリスでの配給権を獲得した。それぞれ2021年2月5日と2021年2月12日の公開を予定していたが、それぞれ8月13日と未定日に延期された。
2021年7月26日、レヴィタスは、本作の配給権を購入した買収責任者のサム・ウォルマンから、ジョニー・デップのイメージ低下に伴い、「この映画は宣伝しない」と言われ、MGMが「この映画を葬る」ことにしたと、映画の後援者であるユージン・スミス財団と水俣財団にも手紙を送り、この題材の重要性をMGMは十分に考慮していないと、再考を求めた。これについて、MGMは「この映画は、MGMの一部門であるアメリカン・インターナショナル・ピクチャーズ（AIP）で公開するために購入した。今後のAIP作品に含まれており、現時点では米国での公開日は未定である」と述べた。
ILBE（Iervolino and Lady Bacardi Entertainment）とサミュエル・ゴールドウィン・フィルムズの配給により、2021年12月15日から2022年にかけて、アメリカとカナダで公開されることが決定した。

## 地元の反応
主要な舞台となる熊本県水俣市の高岡利治市長は、市として協力する姿勢を示しながらも、「1970年代の水俣の様子や起こったことが正確に伝えられることが大切」、「地域にとって負のイメージだけが広がらないようにお願いしたい」、「水俣を担う若い世代に自らの古里に自信を持てる内容となることを期待している」と内容への要望も口にした。
しかしその後、水俣市は2021年6月に地元有志の実行委員会が同年8月に開く先行上映会の名義後援を水俣市に依頼した際、映画が史実に即しているかや製作者の意図が不明であり被害者への差別や偏見の解消に貢献するか判断できないことや、水俣病を過去のものとして忘れたいと考えている市民がおり、後援が適切か不明なことを理由に後援を拒否した。一方で熊本県側は「世界的に発信されることに意義がある」として上映会の後援を承諾している。
9月18日に水俣市で先行上映が行われ、2回の上映で市民や胎児性患者などのおよそ1000人が鑑賞した。会場ではジョニー・デップのビデオメッセージも紹介され、上映後の舞台挨拶に立ったアイリーン・美緒子・スミスは、劇中でチッソの社長がユージンにネガの買収を持ち掛けたり、仕事場が放火される脚色について「史実と違う部分はあるにしても、著名な役者が演じた映画を通して、水俣病の根底にある問題を広く世界に知って貰うことの意義は大きい」と語った。

## スミスの関係者の反応
ユージン・スミスの元妻で映画の登場人物でもあるアイリーン・美緒子・スミスは、映画自体については「患者さんの苦しみと闘いの素晴らしさが世の中に知られていくこと、そしてユージンのジャーナリストの信念が話題になっていくことは非常に嬉しく思います」と評する一方、スミスや自身の描写には「この映画はドラマだし、実際に生きた人にとっては複雑な気持ちがあります」と述べた。デップの演じたユージン・スミスについては、動きが本人に似ている場面や、撮影中に「ユージンがいる」と思えた瞬間があったことを話している。

## 作品の評価
Rotten Tomatoesによれば、78件の評論のうち高評価は78%にあたる61件で、平均点は10点満点中6.3点、批評家の一致した見解は「真心はこもっているが混乱している『MINAMATA-ミナマタ-』は、おそらくはドキュメンタリーとして扱ったほうが良いような驚くべき実話に敬意を払っている。」となっている。
Metacriticによれば、16件の評論のうち、高評価は8件、賛否混在は8件、低評価はなく、平均点は100点満点中55点となっている。